# ミスタニスタ
ミスタニスタは、日本のスリーピースロックバンド。京都で結成し、現在精力的にライブ活動を行っている。 
2015年4月1日付でJ-Seeds（ジェイシーズ）からミスタニスタに改名した。

## メンバー
- 俺こそがウエムラ：Vo.＆Gt.
- ジョーザキ・フィリップ：Ba.
- シバガキ シュウイチロウ：Dr.＆Cho.

## 来歴
2012年
9月1日、初めてスタジオに入る
9月13日、京都MOJOにて初ライブを行う。
11月、J-Seeds 1st demoを発売
2014年
2月、J-Seeds 2nd demo “夢見小路”を発売
3月、スタジオラグ主催『シェケナオムニバス』に「信じるものは殺される」で参加。
6月6日、初自主企画『その感情、鋭利につき ひとつめ』を開催。この日からJ-Seeds 3rd demo “問題作（仮）” を発売。
7月、京都MOJO主催オムニバス『戦艦モージョ9』に「問題作（仮）」と「夢見小路」で参加。
9月、School of Rock RECORDSよりTHE噛ませ犬とペペッターズとのスプリットアルバム『MAKING THE ROAD』をリリース。J-Seedsは「Wanna Be With You」と「looseman」で参加。
2015年
3月26日、自主企画『その感情、鋭利につき ふたつめ』を開催
4月1日、「ミスタニスタ」への改名を発表。日が日だったため、嘘だと疑われまくる。
9月1日、ミスタニスタとしての記念すべき初ライブ。なおかつ、自主企画「ミスタニスタフェスタ」を行う。
また、1st mini album『7インチの現実』を発売。

## ディスコグラフィー

### J-Seeds名義
| 枚数 | 発売日     | タイトル   | 収録曲                                                      |
| ---- | ---------- | ---------- | ----------------------------------------------------------- |
| 1st  | 2012年11月 | 1st demo   | 全2曲 1.Clashed Blue 2.Trip                                 |
| 2nd  | 2014年2月  | 夢見小路   | 全3曲 1.Burning Hero 2.夢見小路 3.How Are You (studio ver.) |
| 3rd  | 2014年6月  | 問題作(仮) | 全2曲 1.問題作（仮） 2.蒼空のオーガスト (self rec.)         |

### ミスタニスタ名義
| 枚数 | 発売日    | タイトル             | 収録曲 |
| 1st  | 2015年9月 | 7インチの現実        | 全6曲 1. ポニーテールラバー 2. 三番娘 3. How Are You 4. F.Y.D. 5. 不器用な貴方に理不尽な愛を 6. 此の部屋                                                               |
| 2nd  | 2016年6月 | モラリストの酩酊     | 全4曲 1. 凡骨日和 2. ハレンチ八年生 3. 絶対的喝采 4. ネイビーガール |
| 3rd  | 2017年2月 | ストレンジャーの叫喚 | 全8曲 1. 感性ありきの旋律線 2. 明日が怖くて何が悪い 3. ヘミングウェイの猫 4. 凡骨日和 5. How Are You 6. 君を忘れてしまう、ということ 7. 三番娘 8. ［ボーナストラック］ |